# Thibaut de Bethsan
 (mai 2025).
Thibaut de Bethsan, mort en 1289, est un croisé d'origine française issu d'une branche cadette de la maison de Béthune qui s'est installée en Terre sainte à l'issue de la première croisade. Il est le fils de Gramand II de Bethsan, seigneur de Bethsan, et de son épouse Julienne de Soissons.
Après la mort de son père vers 1220, son frère aîné Baudouin hérite de la seigneurie de Bethsan, bien qu'elle ait été capturée par les musulmans depuis 1187.
Il épouse Isabelle de Mandelée, fille de Jacques de Mandelée, avec qui il a deux enfants :
- Baudouin de Bethsan, tué lors de la chute de Tripoli en 1289 où il a combattu aux côtés de son père ;
- Gautier de Bethsan, cité dans les Lignages d'Outremer.

Il fait partie des défenseurs de la ville de Tripoli, lorsqu'elle est assiégée par les Mamelouks en 1289. Lui et son fils Baudouin ont été tués dans cette bataille.